# Autostrada A15 (Holandia)
Autostrada A15 (nl. Rijksweg 15) – holenderska autostrada biegnąca równoleżnikowo o długości około 204 km. Zaczyna się na węźle Oostvoorne z drogą N218 do miasta Enschede. Trasa między skrzyżowaniem Bemmel, a węzłem Oud-Dijk jest w planach. Od węzła Oud-Dijk do Enschede droga oznakowana jako A18.